# Oxford United F.C.
Oxford United F.C – angielski klub piłkarski założony w 1893 roku, rozgrywający mecze na stadionie Kassam Stadium w Oksford. Obecnie występuje w Championship.

## Historia
Oxford United został założony w 1893 jako Headington United, przyjmując obecną nazwę w 1960 roku. Oxford dołączył do Football League w 1962 roku po zwycięstwie w Southern Football League, dochodząc do drugiej ligi w 1968 roku. Po spadku w 1976 roku, w latach 1984 i 1986 klub kolejny raz awansował do pierwszej ligi, a także zdobył Puchar Ligi. Oxford nie był w stanie zagrać w 1987 roku w Pucharze UEFA z powodu zakazu UEFA odnośnie do gry angielskich klubów w europejskich pucharach. Spadek z ekstraklasy w 1988 roku rozpoczął upadek trwający 18 lat, wliczając spadek do Conference National w 2006 roku. To był pierwszy raz w historii angielskiej piłki nożnej kiedy zespół, który zdobył trofeum, spadł z Football League. Po czterech sezonach, Oxford awansował do League Two w dniu 16 maja 2010  po 3-1 zwycięstwo nad York City w finale play-off Conference National na Wembley.
United rozgrywa swoje mecze na stadionie Kassam w Oksfordzie o pojemności 12,5 tys. miejsc. W ciągu ostatnich trzech lat stadion Oxfordu szczycił się najwyższą średnią frekwencją w Conference. Klub przeniósł się na stadion Kassam w 2001 roku opuszczając Manor Ground po 76 latach. Swindon Town jest głównym klubowym rywalem Oxfordu. Zespół rywalizuje także z Wycombe Wanderers i Reading.

## Obecny skład
stan na 6 grudnia 2017
| Nr | Poz. | Piłkarz                                |
| -- | ---- | -------------------------------------- |
| 1  | BR   | Simon Eastwood                         |
| 2  | OB   | Christian Ribeiro                      |
| 3  | OB   | Dwight Tiendalli                       |
| 4  | OB   | Mike Williamson                        |
| 5  | OB   | Curtis Nelson (kapitan)                |
| 6  | OB   | Aaron Martin                           |
| 7  | NA   | Robert Hall                            |
| 8  | PO   | Ryan Ledson                            |
| 9  | NA   | Wes Thomas                             |
| 10 | PO   | Jack Payne (wyp. od Huddersfield Town) |
| 13 | BR   | Scott Shearer                          |
| 14 | PO   | Josh Ruffels                           |
| 17 | PO   | James Henry                            |
| 18 | PO   | Joe Rothwell                           |
| 19 | PO   | Xemi Fernández                         |

| Nr | Poz. | Piłkarz                                   |
| -- | ---- | ----------------------------------------- |
| 20 | NA   | Jon Obika                                 |
| 21 | OB   | Ricardinho                                |
| 22 | OB   | Sam Long                                  |
| 23 | PO   | Ivo Pękalski                              |
| 24 | PO   | Josh Ashby                                |
| 25 | OB   | Charlie Raglan                            |
| 27 | PO   | Alex Mowatt (wyp. od Barnsley)            |
| 28 | NA   | Agon Mehmeti                              |
| 30 | OB   | John Mousinho (wicekapitan)               |
| 31 | NA   | James Roberts                             |
| 35 | OB   | Canice Carroll                            |
| 37 | PO   | Shandon Baptiste                          |
| 39 | NA   | Gino van Kessel (wyp. od SK Slavia Praha) |
| 40 | BR   | Manny Agboola                             |

### Gracze na wypożyczeniu
| Nr | Poz. | Piłkarz                            |
| -- | ---- | ---------------------------------- |
| 15 | NA   | Kane Hemmings (w Mansfield Town)   |
| 26 | OB   | Fiacre Kelleher (w Solihull Moors) |

| Nr | Poz. | Piłkarz                      |
| -- | ---- | ---------------------------- |
| 34 | BR   | Jack Stevens (w Oxford City) |

## Sukcesy
- Puchar Ligi Angielskiej (1): 1986